# エホバク
エホバクまたは朝鮮ズッキーニ、朝鮮カボチャは、 ウリ科カボチャ属の一年生の果菜 。ペポカボチャ (Cucurbita pepo) のズッキーニとは異なり、ニホンカボチャ (Cucurbita moschata) である。